# Hti
Cette page contient des caractères spéciaux ou non latins. S’ils s’affichent mal (▯, ?, etc.), consultez la page d’aide Unicode.
Pour les articles homonymes, voir Hti.

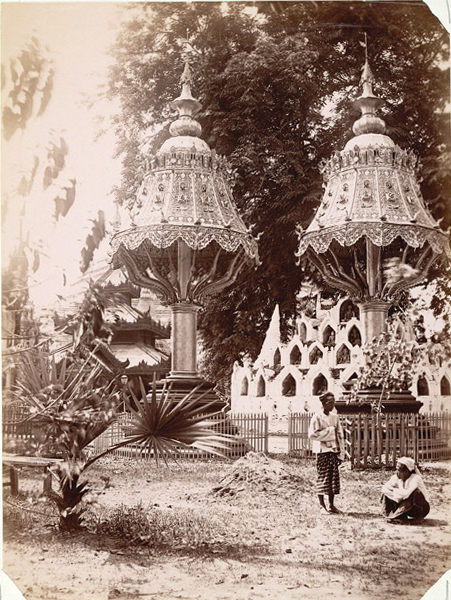
Hti de style Shan à Rangoun en 1875.

Le hti (birman ထီး tʰí ; môn ဍိုၚ် daŋ ; shan : ထီး tʰi˦) est une ombrelle ornementale qui couronne presque tous les stûpas de Birmanie. On en trouve dans les pagodes construites par les quatre principaux groupes ethniques du pays : Môns, Birmans, Arakanais et Shans.
Les hti sont typiques de la Birmanie : leurs homologues au Sri Lanka sont moins imposants, et les stûpas laotiens et thaïlandais n'en possèdent pas. C'est la partie de la pagode considérée comme la plus importante et une cérémonie spéciale accompagne leur installation, le hti tin pwe (ထီးတင်ပွဲ).

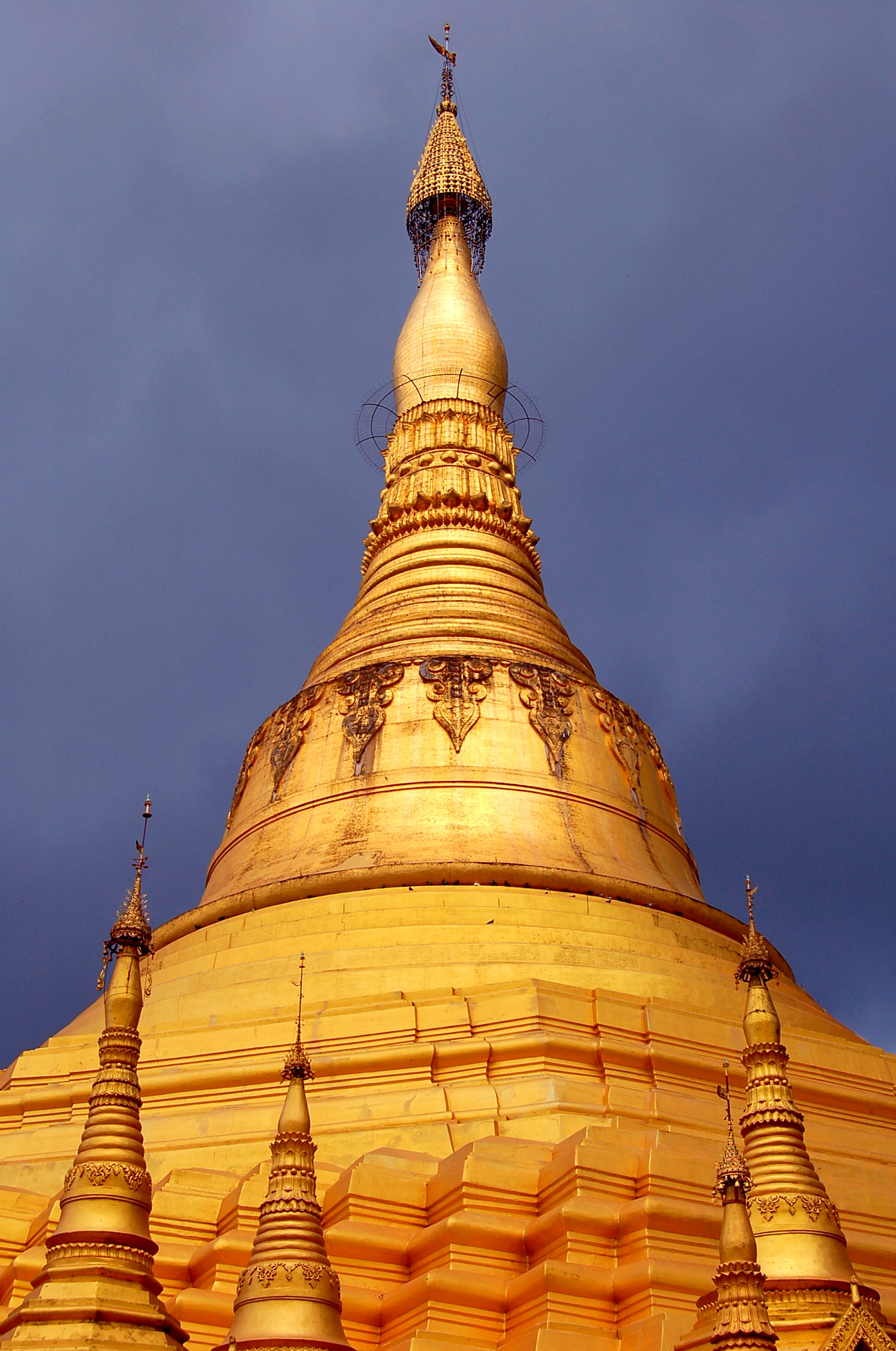
Le hti de la pagode Shwedagon en 2007. Les pagodons possèdent également leurs hti.

Les hti des temples de Pagan et Mrauk U, les deux ensembles archéologiques majeurs du pays, sont en pierre, les hti plus récents ou situés ailleurs sont en métal (habituellement en fer ou en acier) couvert d'or. Ils sont décorés de clochettes en or ou en bronze doré (ခေါင်းလောင်း) et de joyaux offerts par les fidèles.
Le sommet du hti est toujours incrusté de pierres précieuses, habituellement des diamants. Cette partie porte le nom de sein hpu daw (စိန်ဖူးတော်), littéralement le « bouton (de fleur) de diamant respecté ».
Le hti actuel de la pagode Shwedagon de Rangoon est haut d'environ un étage et demi. Le hti précédent, offert par l'avant-dernier roi de Birmanie Mindon Min, est conservé dans un temple sur l'esplanade (အလယ်ပစ္စယ ou ရင်ပြင်တော်).